# Ittiofobia

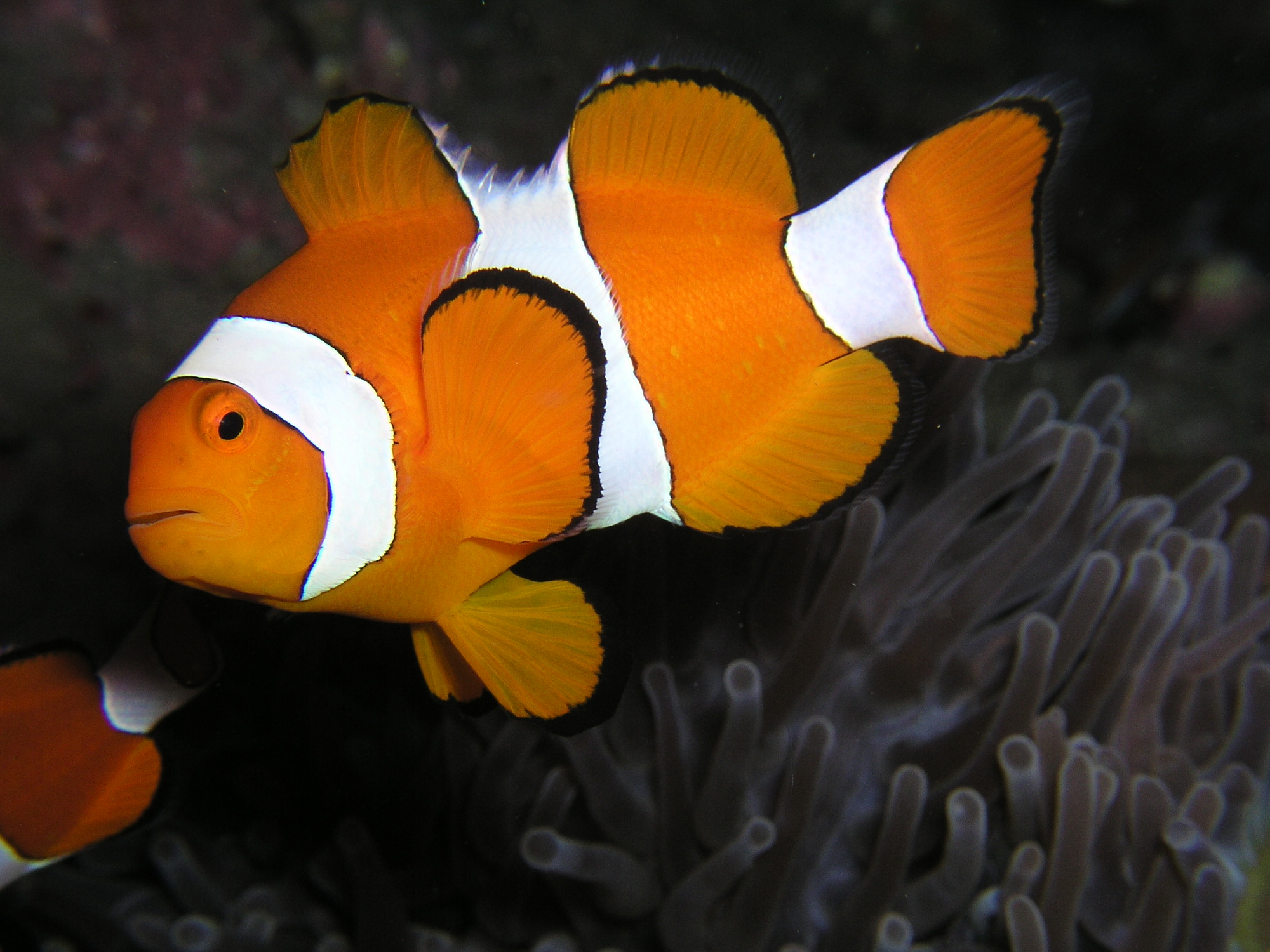
Un pesce pagliaccio.

L'ittiofobia (o ittofobia o ictiofobia; dal greco antico: ἰχθῦς?, ichtys, "pesce" e φόβος, phobos, "paura")  è un tipo di zoofobia che indica nello specifico la paura dei pesci.

## Descrizione
L'ittiofobia appartiene al gruppo specifico di disturbi d'ansia, in cui la persona sperimenta una paura esacerbata, irrazionale e incontrollata del pesce. È compresa nel gruppo delle zoofobie, e può andare dalla semplice paura di mangiare il pesce a una vera e propria fobia specifica in cui il soggetto evita in modo ossessivo luoghi in cui sono presenti o c'è il sospetto che ci siano pesci in qualsiasi stato, in base al modo in cui i modelli di pensiero associati ai pesci variano. Uno dei suoi sottotipi più comuni è la selacofobia, ovvero la fobia degli squali.
Nell'ittiofobia, la persona sperimenta una paura esagerata di qualsiasi pesce, indipendentemente dal suo pericolo, dalle sue dimensioni o dal suo aspetto; a differenza dell'animosità che ogni persona può provare quando incontra qualche tipo di pesce in circostanze naturali, come fare il bagno sulla spiaggia, i soggetti ittiofobici sanno che i pesci non sono un pericolo, tuttavia non riescono a tenere a bada le loro reazioni.

## Sintomi

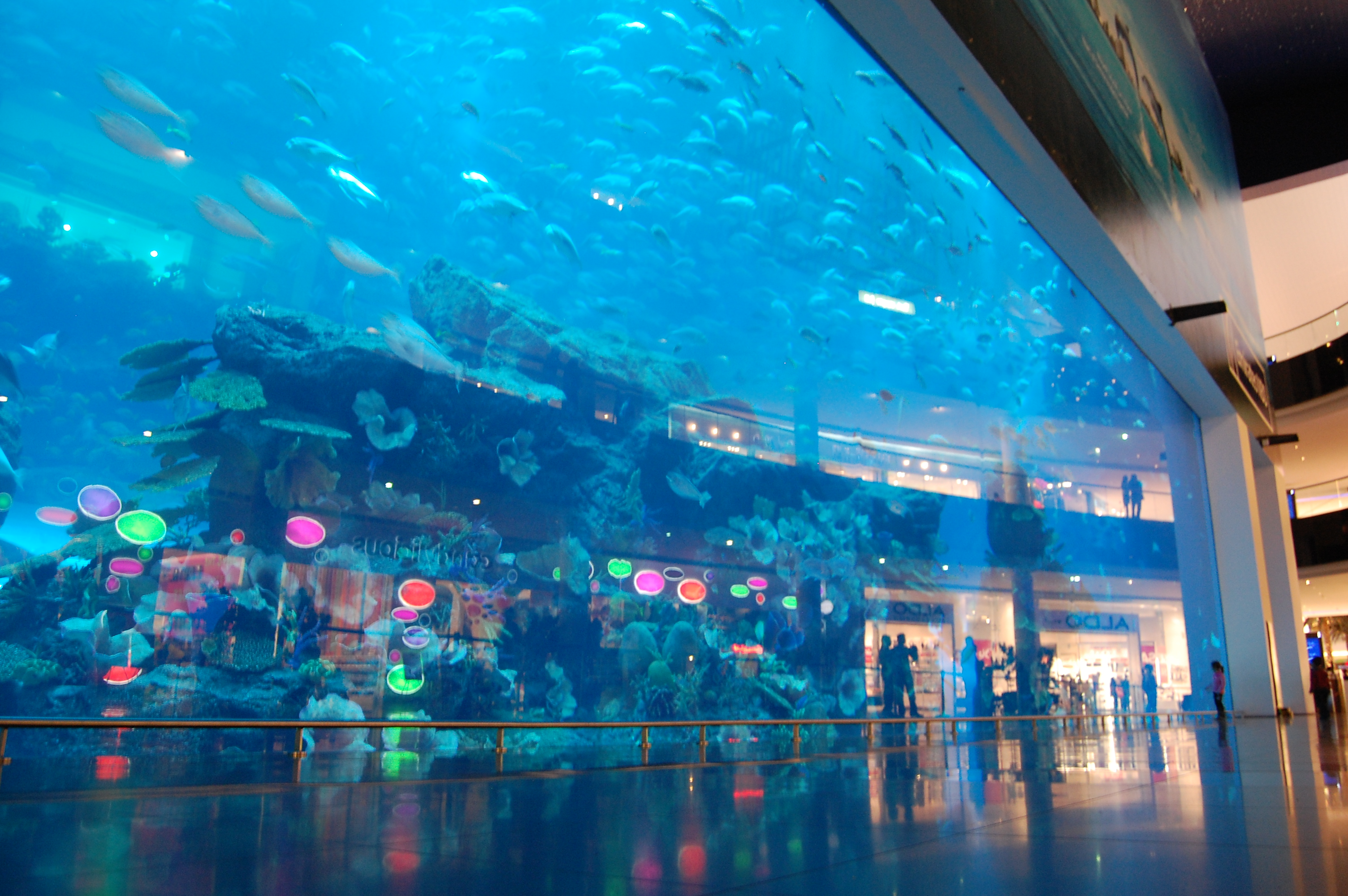
Acquario al Dubai Mall, gli acquari sono tra i luoghi che i soggetti ittiofobici non frequentano per evitare la comparsa di sintomi indesiderati.

Le cause che scatenano reazioni ittiofobiche sono pesci di qualsiasi tipologia, oltre che immagini mentali ossessive del pesce, che portano a comportamenti prefissi allo scopo di evitare l'incontro con pesci di qualsiasi genere, i più comuni dei quali sono l'evitare immersioni in fiumi, laghi o mare e qualsiasi spazio in cui vi è la presenza di pesci, come crociere, gite in barca, ma anche recarsi in banchi di pesce nei supermercati o in pescherie. A seguito di esse, i soggetti spesso accusano attacchi di panico, aumento della frequenza cardiaca e della sudorazione, confusione, svenimento, crisi di pianto, disturbi gastrointestinali e pensieri ossessivi sui pesci.
Talvolta la fobia porta ad avere paura anche dell'alimento, in questi casi, di conseguenza, il soggetto evita anche di mangiare pesce.

## Cause

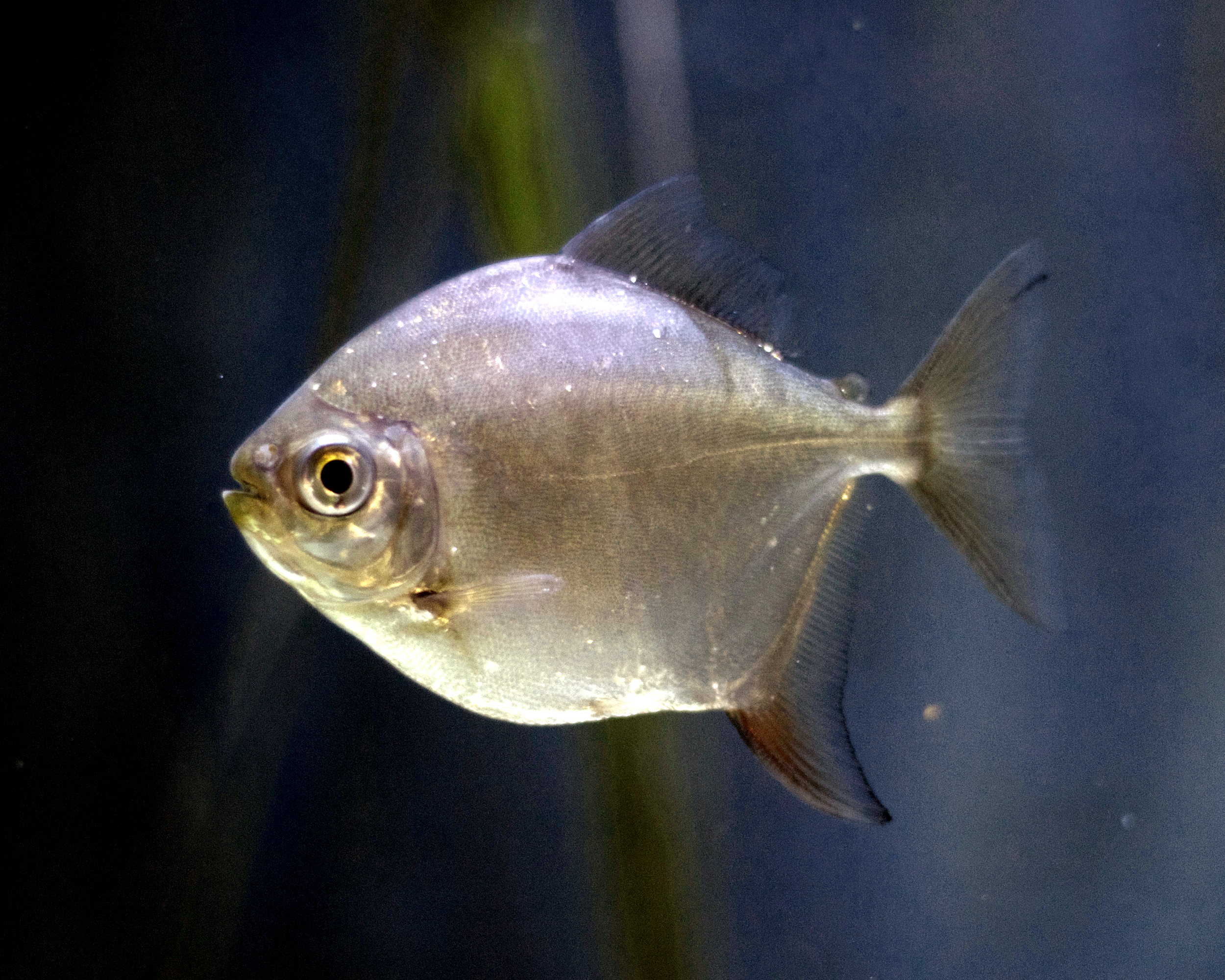
I piranha sono spesso protagonisti di film horror, ciò può portare a ittiofobia.

Non sono stati fatti studi accurati sull'ittiofobia che ne determinino le cause esatte. È possibile che sia una conseguenza dovuta alla figura del pesce nell'immaginario collettivo, come ad esempio in documentari, serie tv o film horror sui pesci, tuttavia può provenire anche dal pensiero ossessivo delle malattie che vengono trasmesse dall'animale o da traumi con esso. È stato proposto che possa essere collegata a un trauma subito durante l'infanzia, come un morso o un attacco, o per via di scherzi subiti in passato che coinvolgevano pesci; è possibile anche che una persona con una predisposizione genetica, che condiziona in modo neurobiologico a soffrire maggiormente delle devastazioni o degli effetti psicologici dello stress, sia molto più esposta allo sviluppo di qualsiasi tipo di fobia.

## Trattamento
Non ci sono trattamenti documentati specifici per l'ittiofobia. La psicoterapia cognitivo-comportamentale sembrerebbe essere la più usata insieme alla terapia di esposizione e desensibilizzazione graduale, ma sembrerebbe aiutare l'intervento di persone autorevoli esterne che non soffrono la fobia, che testimonino l'innocenza e l'innocuità dei pesci.

## Casi noti

### Navajo

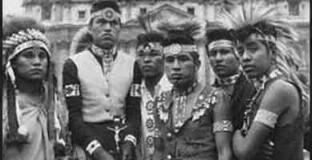
Nativi Navajo nel 1902.

I Navajo sono definiti ittiofobici poiché un tabù gli impedisce di entrare a contatto con qualsiasi tipo di animale acquatico, infatti si rifiutano di toccarli e mangiarli ed evitano di immergersi in profondità.
La loro ittiofobia, tuttavia non è psicologica, ma culturale.

### Altri
Altri casi altrettanto noti sono quelli di Peter Grant e Mark Wahlberg.